# Рівер Плейт
«Рі́вер Пле́йт» (ісп. Club Atlético River Plate) — один з найпопулярніших спортивних клубів Аргентини, заснований 1901 року. Відомий насамперед завдяки футбольній команді. Засновувався у районі Ла Бока міста Буенос-Айрес, а 1938 року переїхав до району Бельграно. Проводить домашні матчі на стадіоні «Монументаль». 33-разовий чемпіон Аргентини, володар двох Кубків Лібертадорес і Міжконтинентального кубка з футболу. Класичний суперник футбольного клубу «Бока Хуніорс». Дербі цих команд має назву Суперкласіко.

## Досягнення
- Чемпіон Аргентини (аматорська ліга) (1): 1920
- Чемпіон Аргентини (37): 1932, 1936, 1937, 1941, 1942, 1945, 1947, 1952, 1953, 1955, 1956, 1957, Metropolitano 1975, Nacional 1975, Metropolitano 1977, Metropolitano 1979, Nacional 1979, Metropolitano 1980, Nacional 1981, 1985/86, 1989/90, Apertura 1991, Apertura 1993, Apertura 1994, Apertura 1996, Clausura 1997, Apertura 1997, Apertura 1999, Clausura 2000, Clausura 2002, Clausura 2003, Clausura 2004, Clausura 2008, Фінал 2014, 2021
- Кубок Лібертадорес (4): 1986, 1996, 2015, 2018
- Кубок Аргентини (3): 2016, 2017, 2019
- Суперкубок Аргентини (3): 2017, 2019, 2023
- Міжконтинентальний кубок з футболу (1): 1986
- Міжамериканський кубок (1): 1987
- Суперкубок Лібертадорес (1): 1997
- Рекопа Південної Америки (3): 2015, 2016, 2019
- Південноамериканський кубок (1): 2014
- Кубок банку Суруга (1): 2015

## Найвідоміші гравці
- Бернабе Феррейра
- Хосе Мануель Морено
- Адольфо Педернера
- Анхель Лабруна
- Альфредо Ді Стефано
- Амадео Каррісо
- Омар Сіворі
- Луїс Артіме
- Норберто Алонсо
- Убальдо Фільол
- Даніель Пассарелла
- Леопольдо Луке
- Нері Пумпідо
- Енцо Франческолі
- Давід Трезеге
- Хав'єр Маскерано

## Інші види спорту
Спортивний клуб «Рівер Плейт» також має команди з таких видів спорту:
- футбол (жіноча)
- гандбол (чоловіча і жіноча)
- футзал (чоловіча)
- плавання
- баскетбол (чоловіча) — 8-разовий чемпіон Аргентини (1937, 1938, 1951, 1954, 1955, 1964, 1965, 1966)
- хокей на траві (жіноча)
- волейбол (чоловіча і жіноча)
- шахи
- легка атлетика
- бокс
- гімнастика